# Макаровка (Черноморский район)
Мака́ровка (до 1948 года Теме́ш-Караба́; укр. Макарівка, крымскотат. Temeş Qaraba, Темеш Къараба) — исчезнувшее село в Черноморском районе Республики Крым, располагавшееся на юго-востоке района, в степной части Крыма, примерно в 3 километрах северо-восточнее современного села Медведево.

## История
Идентифицировать Темеш-Карабу среди названий, зачастую сильно искажённых, деревень Тарханского кадылыка Козловскаго каймаканства в Камеральном Описании Крыма… 1784 года пока не удалось. Видимо, во время присоединения Крыма к России население деревни выехало в Турцию, поскольку в ревизских документах конца XVIII — первой половины XIX веков она не упоминается. После создания 8 (20) октября 1802 года Таврической губернии, Темеш-Караба территориально находилась в Яшпетской волости Евпаторийского уезда.
Военные топографы, в свою очередь, отмечали брошенное поселение на картах: в 1817 году на карте генерал-майора Мухина деревня, подписанная как Шаршик, обозначена пустующей, а на карте карте 1836 года показаны развалины деревни Темеш, как и на карте 1842 года.
Возрождена деревня, судя по доступным историческим документам, была в начале XX века, поскольку она вновь упоминается в Статистическом справочнике Таврической губернии 1915 года, согласно которому в деревне Темеш-Караба Кунанской волости Евпаторийского уезда числилось 7 дворов (все дворы безземельные) с русским населением без приписных жителей, но с 48 — «посторонними», из которых 28 мужчин и 27 женщин. Жители землёй не владели, но за селением числилось 200 десятинами земли. В хозяйствах имелось 20 лошадей, 18 волов, 4 коровы и 210 голов мелкого скота.
После установления в Крыму Советской власти, по постановлению Крымревкома от 8 января 1921 года № 206 «Об изменении административных границ» была упразднена волостная система и образован Евпаторийский уезд, в котором создан Ак-Мечетский район и село вошло в его состав, а в 1922 году уезды получили название округов. 11 октября 1923 года, согласно постановлению ВЦИК, в административное деление Крымской АССР были внесены изменения, в результате которых округа были отменены, Ак-Мечетский район упразднён и село вошло в состав Евпаторийского района. Согласно Списку населённых пунктов Крымской АССР по Всесоюзной переписи 17 декабря 1926 года, в селе Темеш-Караба, в составе упразднённого к 1940 году Сабанчинского сельсовета Евпаторийского района, числилось 10 дворов, все крестьянские, население составляло 53 человека, все украинцы. По постановлению КрымЦИКа от 30 октября 1930 года «О реорганизации сети районов Крымской АССР» Ак-Мечетский район был восстановлен (по другим данным, это произошло 15 сентября 1931 года), и село вновь включили в его состав.
С 25 июня 1946 года Темеш-Караба в составе Крымской области РСФСР. Указом Президиума Верховного Совета РСФСР от 18 мая 1948 года Темеш-Караба переименовали в Макаровку. Судя по доступным документам, селение ликвидировано до 1954 года, поскольку в списках упразднённых с этого времени сёл Макаровка не значится.